# Pfarrkirche Tarrenz

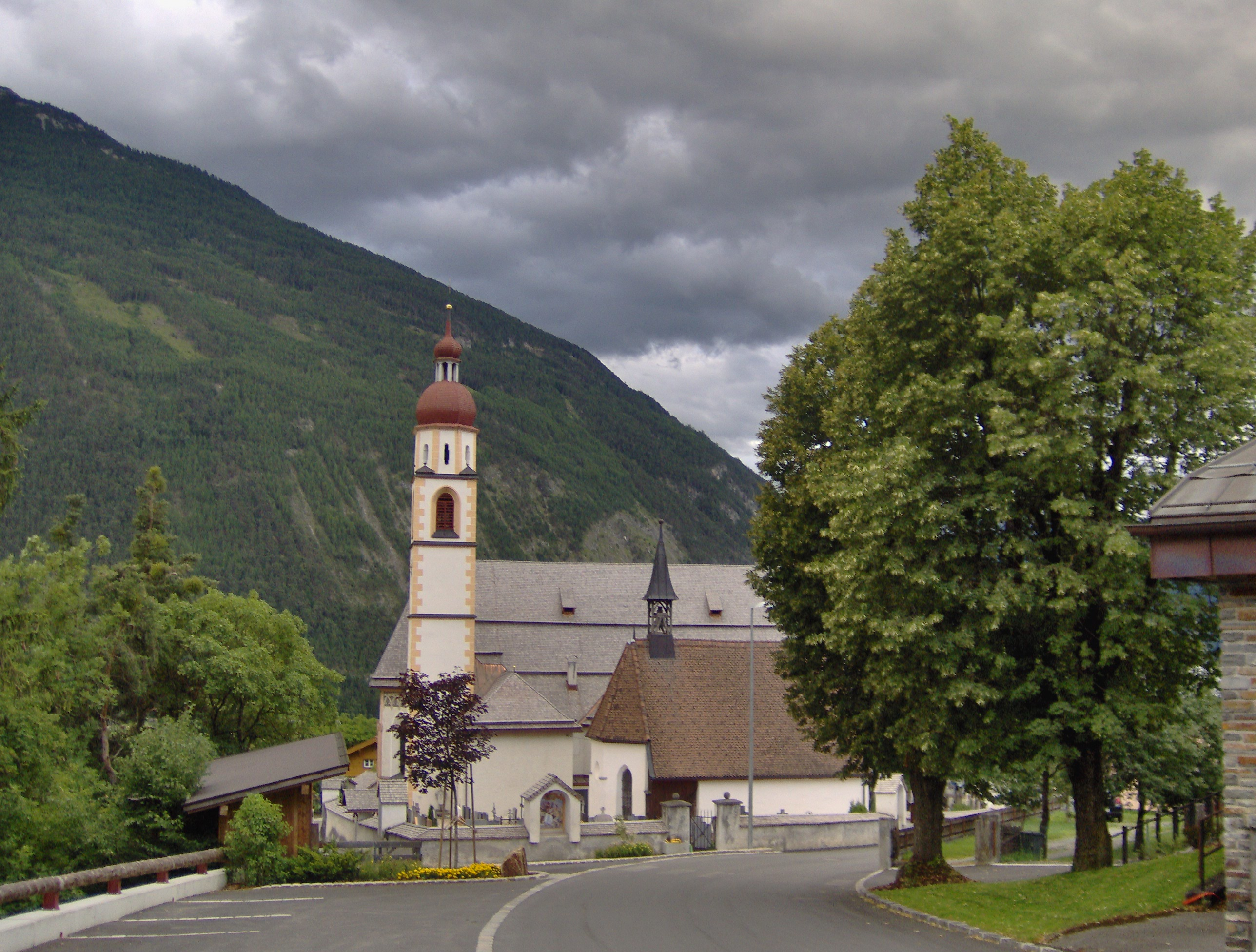
Pfarrkirche Tarrenz

Die römisch-katholische Pfarrkirche Tarrenz steht erhöht westlich oberhalb der Ortsmitte von einem Friedhof umgeben in der Gemeinde Tarrenz im Bezirk Imst in Tirol. Die Pfarrkirche hl. Ulrich gehört zum Dekanat Imst in der Diözese Innsbruck. Die Kirche steht unter Denkmalschutz.

## Geschichte

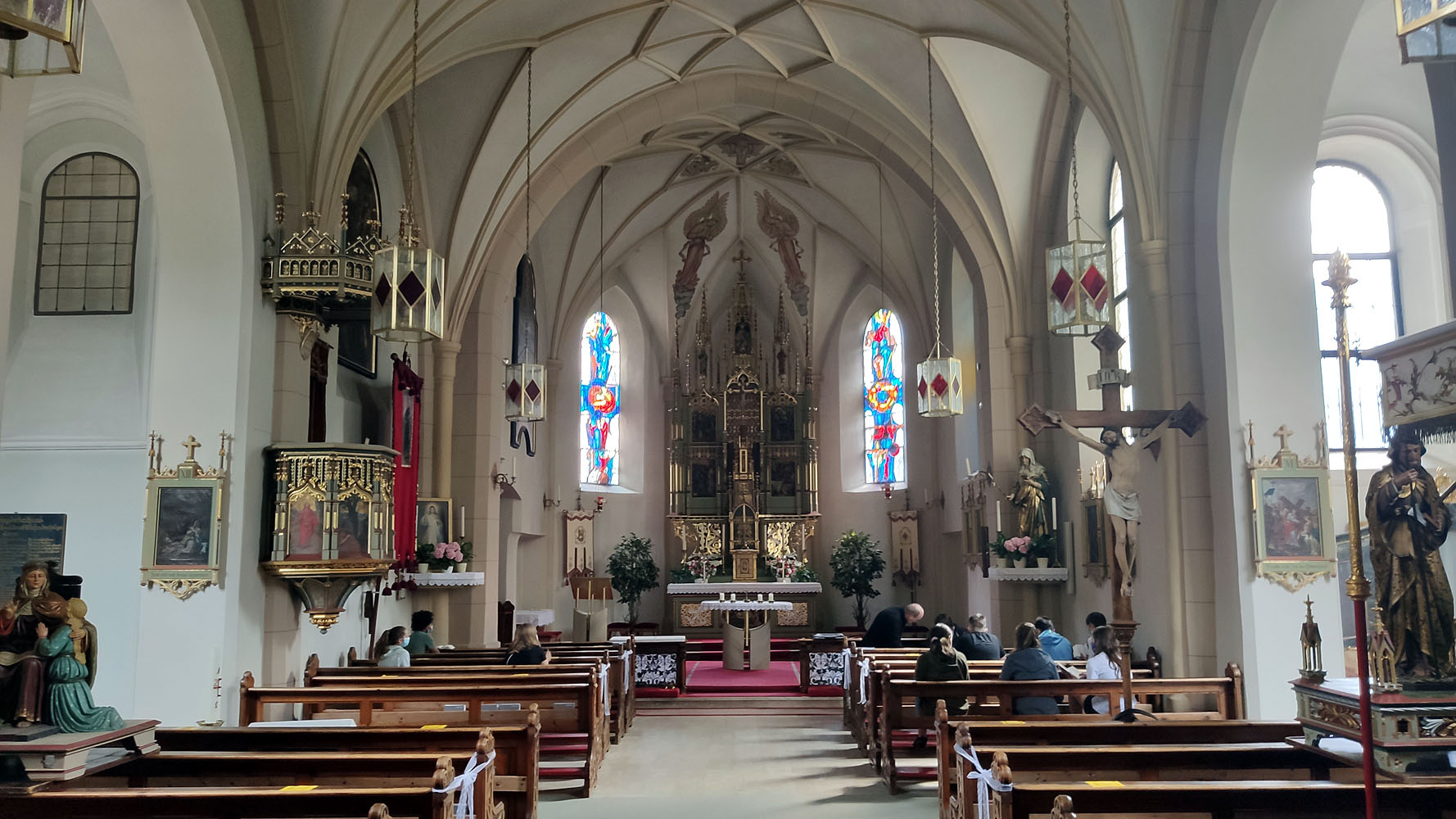
Innenansicht

Die Kirche wurde 1409 urkundlich genannt. Die im Kern gotische Kirche wurde mehrmals umgestaltet. Um 1500 erfolgte mit dem Meister Jörg der Imster Bauhütte ein Neubau. Das Langhaus wurde 1503 geweiht. Um 1730/1735 wurde das Langhaus nach Westen verlängert und die Kirche barockisiert. Von 1882 bis 1886 wurde die Kirche regotisiert. 1891 wurde die Kirche zur Pfarrkirche erhoben.

## Architektur

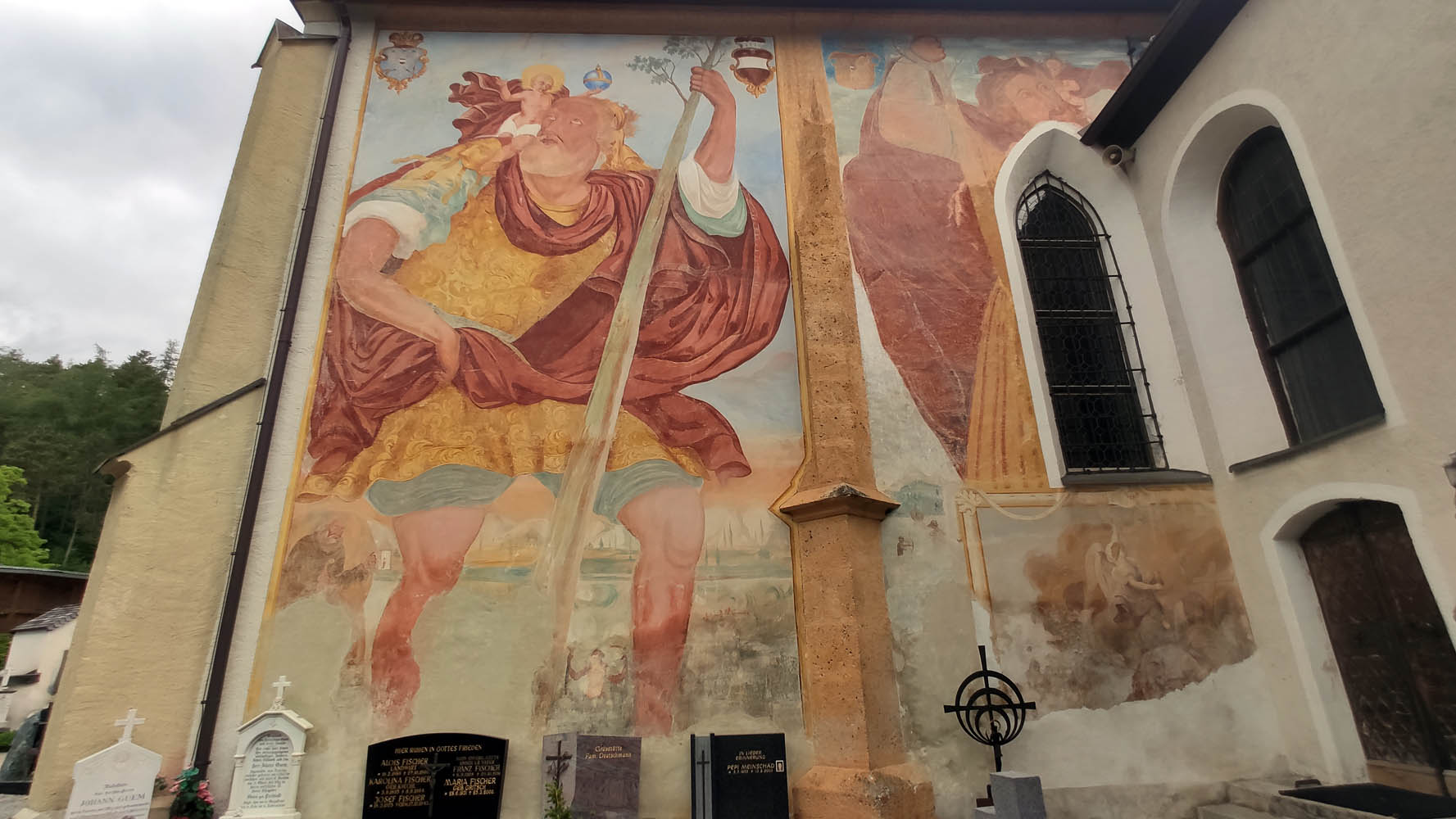
Spätgotisches Fresko des hl. Christophorus an der Südwand

Die spätgotische Außengliederung der Kirche zeigt sich am Chor durch Giebel mit Maßwerknasen und Dreiecklisenen, Kaffgesimse und mit dem gemalten Maßwerkfries unter dem Traufgesims. Das ursprünglich dreijochige Langhaus zeigt Eckstrebepfeiler. Der spätgotische durch Gesimse dreigeschoßig gegliederte Turm an der Nordseite des Chores hat rundbogig gekehlte Schallfenster. Der barocke achteckige Aufsatz mit Zwiebelhaube und Laterne zeigt die Jahresangabe 1686. Am 3. Joch des Langhauses sind dreiseitig schließende Kapellen angebaut, nördlich die Kreuzkapelle um 1730, südlich die Franz-Xaver-Kapelle aus 1811. Die Langhausfassade zeigt neugotische Spitzbogenfenster aus dem Ende des 19. Jahrhunderts. Es gibt Wandmalereien an der Langhaussüdseite. Ein spätgotisches Fresko Christophorus um 1520 wurde durch den Kapellenanbau und durch einen Fenstereinbau fragmentiert. Daneben ist ein barockes Bild Christophorus aus dem Anfang des 18. Jahrhunderts, ein Bild Ölberg aus dem 4. Viertel des 18. Jahrhunderts. Am Chor ist ein barockes Bild Kreuzigung aus dem Ende des 18. Jahrhunderts und eine Nischenfigur hl. Ulrich.
Das Langhaus und der einjochige Chor mit 3/8-Schluss sind mit einer Tonne mit Stichkappen überwölbt. Die Kirche zeigt spätgotische Pfeilervorlagen mit Runddiensten und neugotische Stuckrippen. Ein Pfeiler mit Kartusche ist mit 1886 bezeichnet. Die Gewölbemalerei in Chor schuf der Maler Alois Felder (1883). Die tonnengewölbte Sakristei hat eine Eisenplattentüre. Die Glasmalerei der Chorfenster schuf der Maler Elmar Kopp (1965).

## Ausstattung
Die Reliefs Hochzeit zu Kana, Abraham und Melchisedech, Emmaus, Wunderbare Brotvermehrung am Hochaltar und am Antependium Grablegung schuf der Bildhauer Josef Bachlechner der Ältere (1884). Der neugotische Tabernakel und die neugotische Kanzel zeigen Bilder des Malers Heinrich Kluibenschädel. Die Kirchenbänke sind neugotisch.
Die Orgel baute 1888 die Orgelbaufirma Gebrüder Mayer.

### Reliquien
Im Besitz der Pfarre Tarrenz befindet sich ein Kreuzpartikel, der über Jahrhunderte als echt verehrt wurde, obwohl das Siegel der Echtheit fehlt. Nach einer Urkunde des Bischofs Johann von Brixen vom 18. November 1447 dürfte sie mit anderen Reliquien aus der Burgkapelle St. Georg und St. Margaretha aus Altstarkenberg nach Tarrenz gekommen sein. Die Reliquie wurde Ende des 15. Jahrhunderts in ein goldenes Herz Jesu gefasst. 1772 stiftete die Familie Höpperger aus Bozen hierzu eine Monstranz.